# Portevinia maculata
Portevinia maculata là một loài ruồi trong họ Ruồi giả ong (Syrphidae). Loài này được Fallén mô tả khoa học đầu tiên năm 1817. Portevinia maculata phân bố ở vùng Cổ Bắc giới

## Hình ảnh

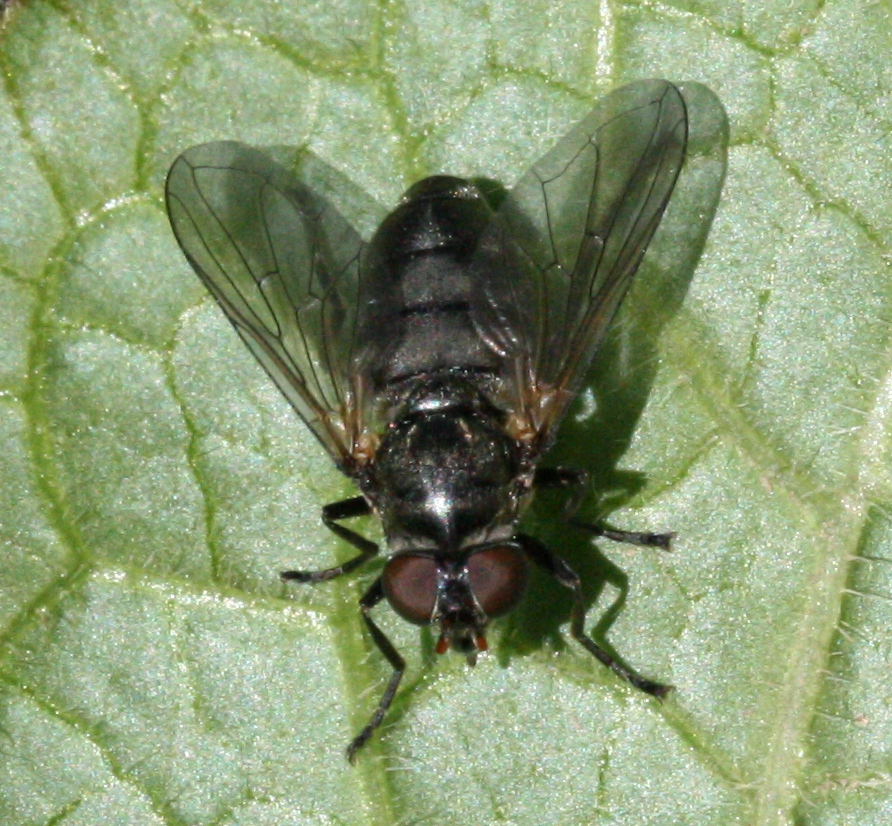
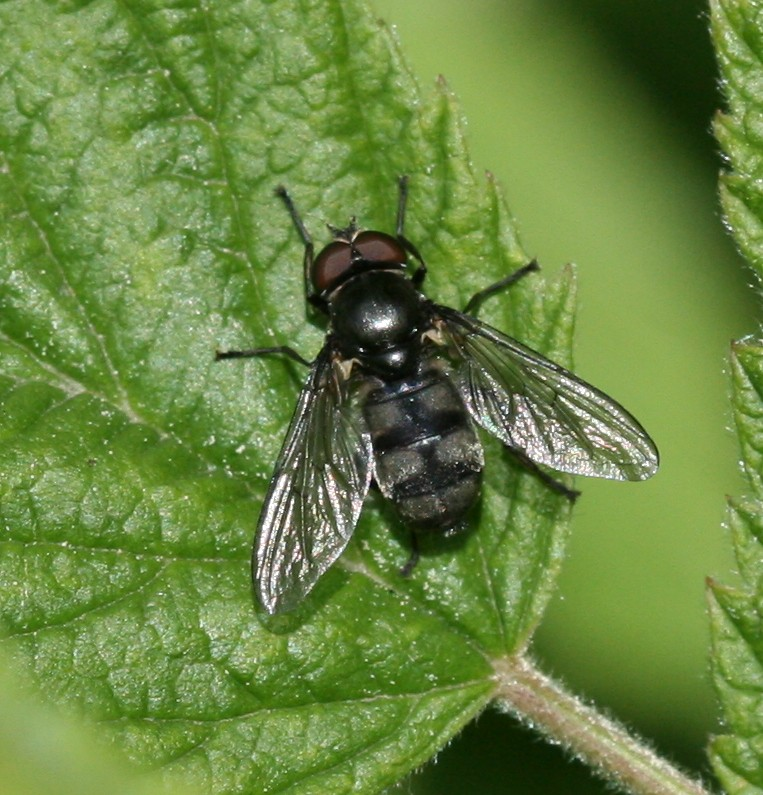